# Cameraria gaultheriella
Cameraria gaultheriella là một loài bướm đêm thuộc họ Gracillariidae. Nó được tìm thấy ở British Columbia và Hoa Kỳ (California, Oregon và Maine).
Sải cánh dài 10–11 mm.
Ấu trùng ăn Gaultheria species, bao gồm Gaultheria shallon. Chúng ăn lá nơi chúng làm tổ.